# Volgograd
Volgograd ►  pronunție ► , (în limba rusă: Волгогра́д), numit și Țarițîn ►  pronunție ►   (Цари́цын) (1598–1925) și Stalingrad ►  pronunție ►  (Сталингра́д) (1925–1961) este un  oraș în Rusia, situat pe malul drept (vestic) al râului Volga.

## Istoria orașului
Fundațiile orașului Volgograd au fost puse odată cu piatra de temelie a cetății Țarițîn la confluența râurilor Țarița și Volga. Fortăreața, care și-a luat numele de la numele tătăresc al râului Sary Su (râul galben), a fost construită pentru apărarea graniței sudice a Imperiului Țarist și a devenit un centru al negustorilor. A fost de două ori cucerit de cazacii răsculați, în timpul răscoalelor conduse de Stenka Razin (1670) și Emelian Pugaciov (1774). Țarițîn a devenit un important port fluvial și centru comercial în secolul al XIX-lea.
Orașul a fost scena unor lupte foarte grele în timpul Războiului Civil din Rusia. Forțele bolșevice "roșii" care apărau orașul, aflate sub conducerea lui I. V. Stalin, Kliment Voroșilov și Semion Budionnîi, au fost înfrânte de "albii" conduși de Anton Ivanovici Denikin, care au controlat orașul până în 1919. După recucerirea lui de către bolșevici, Țarițin a fost denumit Stalingrad ("Orașul Stalin") în 1925. Denumirea orașului s-a făcut conform modei instaurate de bolșevici, de rebotezare a localităților cu numele unor lideri sau eroi comuniști. (Consultați și: Lista locurilor care au primit numele lui Stalin.)

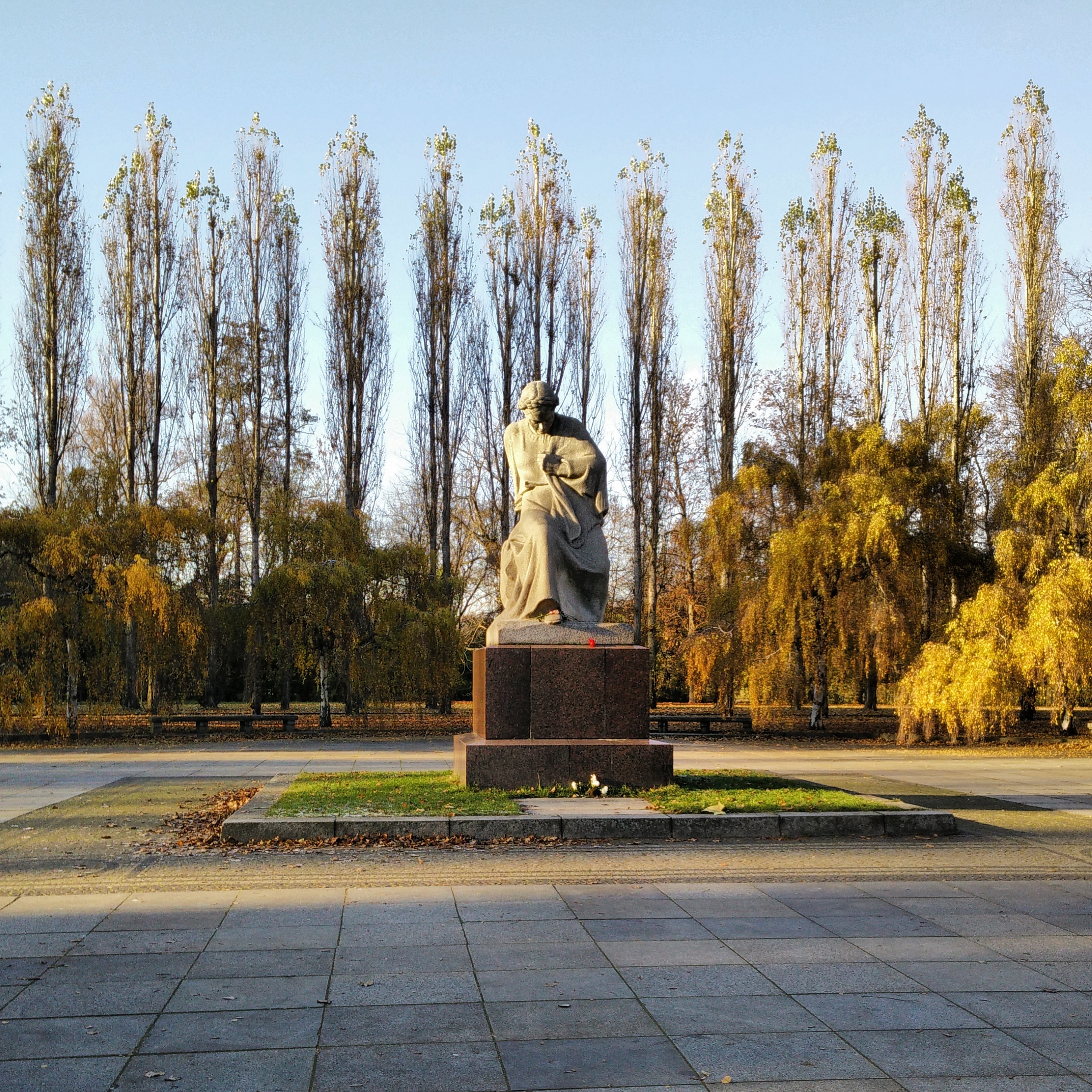
Monumentul Patria Mamă te cheamă ridicat în cinstea apărătorilor orașului Stalingrad în timpul celui de-Al Doilea Război Mondial.

În timpul lui Stalin, orașul a suferit un proces amplu de industrializare și de dezvoltare ca nod de transport feroviar și fluvial. În timpul celui de-Al Doilea Război Mondial (Marele Război pentru Apărarea Patriei), orașul s-a aflat în centrul celei mai sângeroase bătălii din timpul conflagrației mondiale: bătălia de la Stalingrad. Această bătălie a devenit punctul de cotitură a întregului război mondial pe Frontul de Răsărit. Luptele de la porțile orașului au durat de pe 21 august 1942 până pe 2 februarie 1943. Se estimează că au căzut în luptă aproximativ 450.000 de soldați ai Axei și aproximativ 650.000 soldați sovietici. Numărul civililor morți și dispăruți nu este cunoscut cu exactitate. Orașul a fost transformat în ruine, dar reconstrucția a început la scurtă vreme după alungarea germanilor din zonă.
Pentru eroismul arătat de apărătorii militari și civili în timpul luptelor, Stalingradul a fost decorat, în 1945, cu titlul Oraș Erou , iar regele George al VI-lea al Regatului Unit a oferit Stalingradului o sabie împodobită cu pietre prețioase, în semn de apreciere a bravurii cetățenilor săi. Pe Kurganul Mamaiev, unde s-au dat câteva dintre cele mai sângeroase lupte pentru controlul asupra orașului, a fost ridicat un complex memorial dominat de o uriașă sculptură alegorică a Mamei Rusia. Mai multe orașe din întreaga lume, în special cele care au suferit în timpul războiului, s-au înfrățit cu Orașul Erou Stalingrad.
În 1961, orașul a fost rebotezat Volgograd ("Orașul Volga"), ca parte a programului lui  Nikita Hrușciov de destalinizare. Această schimbare a fost foarte controversată, dat fiind renumele internațional câștigat de oraș în timpul războiului. În 1985, când în fruntea statului sovietic era Constantin Cernenko, au existat propuneri pentru revenirea la numele Stalingrad. Deși populația a sprijinit tot timpul o asemenea revenire, guvernul Rusiei nu a luat încă nici o hotărâre în acest sens. 

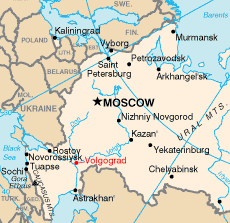
Harta Rusiei europene și localizarea Stalingradului.

## Economia
Volgogradul este în zilele noastre un important centru industrial. Aici funcționează șantiere navale, rafinării de petrol, oțelării și fabrici de aluminiu, uzine producătoare de mașini unelte și constructoare de autovehicule și fabrici ale industriei chimice. În nordul orașului funcționează o importantă hidrocentrală.

### Transporturile
Volgograd este un important nod de cale ferată, care unește Moscova, regiunea Donbas din Ucraina, Caucazul și Siberia. Orașul este un centru al transportului fluvial, aflându-se la capătul răsăritean al canalului Volga-Don, deschis în 1952.
Drumul european E40, cea mai lungă rută europeană, leagă Calais – Franța cu Ridder –  Kazahstan, trecând prin Volgograd.

## Învățământul
Instituțiile de învățământ includ Universitatea de Stat Volgograd, Universitatea Tehnică de Stat Volgograd Arhivat în 3 septembrie 2011, la Wayback Machine. (fostă Universitatea Politehnică Volgograd), Academia Medicală Volgograd, Academia de Administrație Publică Volgograd, Academia Industrială Volgograd și Universitatea Pedagogică de Stat Volgograd. 

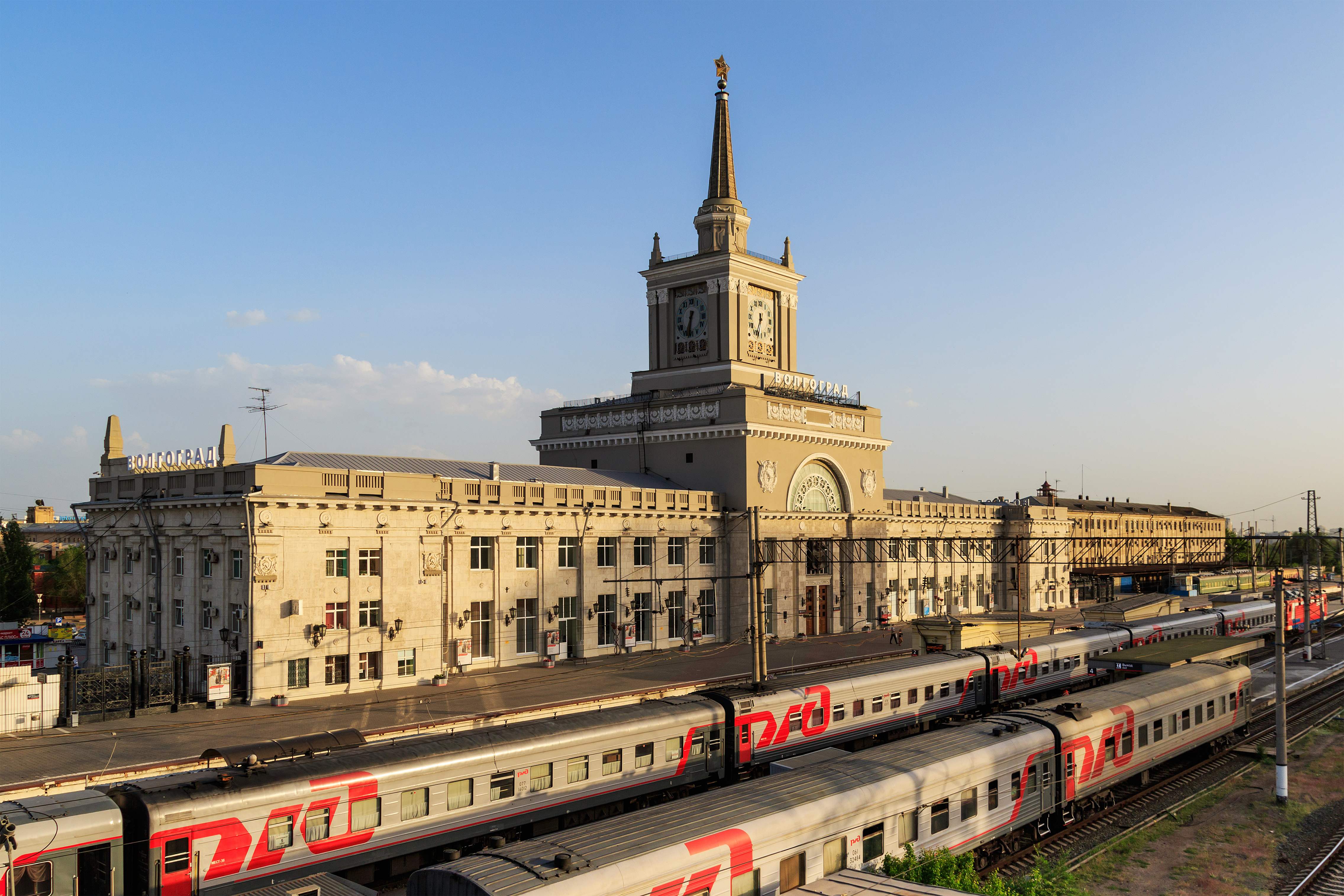
Gara Volgograd

## Personalități născute aici
- Dmitri Burdin (1914 - 1978), arhitect rus;
- Maia Petrova (n. 1982), handbalistă;
- Anna Kocetova (n. 1987), handbalistă;
- Elena Utkina (n. 1990), handbalistă; a jucat și la CS Minaur Baia Mare;
- Anna Viahireva (n. 1995), handbalistă;
- Antonina Skorobogatcenko (n. 1999), handbalistă.

## Orașe înfrățite
În 2006,  Volgogradul era înfrățit cu 17 orașe:
- Coventry, Anglia (1943)
- Ostrava, Republica Cehă (1948)
- Kemi, Finlanda (1953)
- Liège, Belgia (1959)
- Dijon, Franța (1959)
- Torino, Italia (1961)
- Port Said, Egipt (1962)
- Chennai, India (1966)
- Hiroșima, Japonia (1972)
- Köln, Germania (1988)
- Chemnitz, Germania (1988)
- Cleveland, Statele Unite (1990)
- Toronto, Canada (1991)
- Jilin, Republica Populară Chineză (1994)
- Chengdu, Republica Populară Chineză (1998)
- Erevan, Armenia (1998)
- Kruševac, Serbia (1999)
- Ruse, Bulgaria (2001)

În mai multe localități din Franța au existat străzi numite Stalingrad, Piața Stalingrad în Paris  și o stație de metro cu același nume.